# 바실리 이바노비치 페트로프

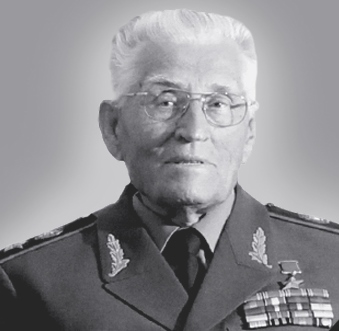

바실리 이바노비치 페트로프(러시아어: Василий Иванович Петров, 1917년 1월 15일 ~ 2014년 2월 1일)는 소련의 군인으로, 소련의 원수였다.
페트로프는 러시아 제국 스타브로폴 크라이에서 태어나, 1935년 고등학교를 졸업하고 1937년까지 사범 학교에서 교육을 받았다. 1939년 붉은 군대에 들어갔으며, 1941년 사관 과정을 마쳤다. 제2차 세계 대전 중 페트로프는 오데사 방위, 세바스토폴 방위, 캅카스 방위에 참여했으며, 이후 우크라이나 해방, 루마니아 침공, 헝가리 부다페스트 공세에도 참여하였다. 전후 페트로프는 프룬제 군사 아카데미를 졸업하고 1961년 소장, 1965년 중장, 1970년 상장, 1972년 대장으로 차례로 승진하였다. 1982년 소련 영웅 칭호를 수여받았다. 1983년 소비에트 연방원수가 되었다.
1972년부터 1976년까지 극동 군관구 사령관, 1980년부터 1985년까지 육군 총사령관을 지냈다. 1992년부터는 러시아 국방부의 군사 고문을 맡았다. 페트로프는 또한 1970년대에 일어난 오가덴 전쟁에서 에티오피아 공산 정권의 군사 고문을 맡았다.